# Penitenciaría Central de Guatemala
La Penitenciaría Nacional de Guatemala fue una cárcel situada en la zona 1 Ciudad de Guatemala, junto a la Estación de los Ferrocarriles, donde desde 1971 se encuentra el Ministerio de Finanzas Públicas, el edificio de la Torre de Tribunales y la Corte Suprema de Justicia. Fue la más temida de las cárceles guatemaltecas entre 1877 y 1957, año en que fue clausurada por el presidente Carlos Castillo Armas. Fue derribada para construir los edificios mencionados en 1968.

## Historia

### Construcción del edificio

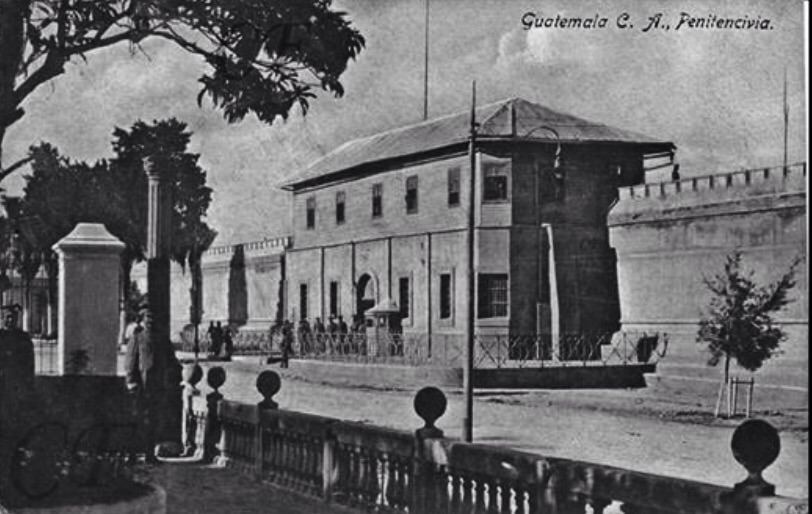
La Penitenciaría a principios del siglo xx

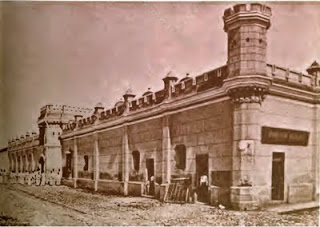
Penitenciaría Central en 1920, tras las reparaciones que se le hicieron luego del terremoto de 1917-18.

La Penitenciaría Central fue construida durante el gobierno del general Justo Rufino Barrios, e inaugurada el 27 de febrero de 1877. Numerosas historias se cuentan sobre el destino de los presos que fueron encarcelados en sus celdas durante los gobiernos del licenciado Manuel Estrada Cabrera —1898-1920— del general José María Orellana (1921-1928), del general Jorge Ubico —1931-1944— y del gobierno revolucionario del coronel Jacobo Arbenz Guzmán.
Los terremotos que asolaron a la ciudad de Guatemala entre noviembre de 1917 y enero de 1918, destruyeron casi la mitad del edificio, el cual no fue completamente reconstruido. Tras pequeños trabajos, fue habilitado nuevamente como cárcel.

### Gobierno de Justo Rufino Barrios
En su artículo La Penitenciaría de Guatemala, el escritor guatemalteco Guillermo F. Hall —de origen británico, y a quien la prohibición de golpear a los extranjeros le salvó la vida mientras estuvo prisionero en la Penitenciaría— describe a uno de los encargados generales durante el gobierno de Justo Rufino Barrios de la siguiente forma: «"Tata Juan" era el decano de la penitenciaría, había permanecido en ella desde su fundación. Había sido verdugo de los tiempos de Rufino Barrios y Barrundia. Era la conversación favorita de este rufián el referir a sus admiradores los crímenes que había cometido, tanto por cuenta propia, como en su carácter de verdugo. [...] Hacía alarde de haber [asesinado] por su propia cuenta a veintiséis individuos; no recordaba a cuantos había dado muerte a palos en las bóvedas de la penitenciaría por orden de Barrunda y de Barrios -¡eran tantos! Contaba [...] el modo cómo procedía a cumplir las órdenes de sus amos; cómo después de propinar a sus víctimas doscientos o trescientos palos, se acostaba un rato a descansar al arrullo de los ayes de su "paciente" [para luego reanudar] la tarea con más encarnizamiento, dándole palos sobre los ojos para deshacérselos, porque [...] "así gritaban menos.»

### Gobierno de Manuel Estrada Cabrera

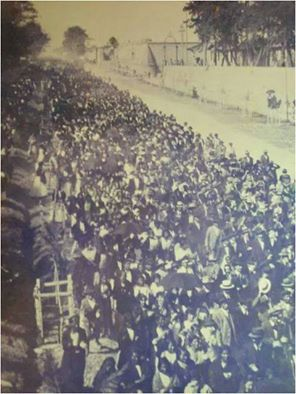
Manifestación unionista del 11 de marzo de 1920, en contra del gobierno del presidente Manuel Estrada Cabrera al momento de pasar a un costado de la Penitenciaría Central.

En el libro ¡Ecce Pericles!, de Rafael Arévalo Martínez, se cuentan las experiencias que sufrieron numerosos presos políticos durante el gobierno del licenciado Manuel Estrada Cabrera.
- Federico Hernández de León, escritor
- Guillermo F. Hall, nieto del vicecónsul de Inglaterra en Guatemala y de quien Arévalo Martínez reproduce artículos periodísticos sobre su experiencia en la cárcel.[1]
- José Azmitia, patriota guatemalteco y posterior líder del Partido Unionista

Hall relata, en su artículo La Penitenciaría de Guatemala que pudo observar varios tormentos que ocurrían en el interior del penal:
- Cubeteo: definido originalmente como el uso de una cubeta para echar agua dentro de excusados y lavarlos, siempre con un capataz armado de un látigo para acelerar el trabajo.[3]  Pero Hall relata que el 3 de marzo de 1905, doce días antes de la segunda toma de posesión de Estrada Cabrera, observó un método más cruel de cubeteo, en el que un preso político tenía que llevar una cubeta de agua entre una pila de agua y los excusados situados a varios metros de distancia, mientras varios encargados dirigidos por el alcaide le propinaban dos latigazos cada uno; según relata Hall, quienes sufrían este tormente eran aquellos que llegaban con instrucciones precisas del gobierno para recibir «trato especial».  Muchos fallecieron a consecuencia de estos vejámenes.[6]
- Flagelación: los presos eran golpeados con látigos por los encargados a discresión. Hall relata, por ejemplo, que uno preso que no lo había delatado por estar hablando con otro preso político, sufrió veinticinco latigazos a escasos dos metros de él y después fue enviado a trabajos forzados a «La Pedrera» -cementera en las afueras al norte de la Ciudad de Guatemala- en donde recibió otros veinticinco.[5]
- Humillación por hambre: relata Hall que pudo presenciar cómo los encargados tenían varios perros acostumbrados a comer sangre de res que les enviaban diariamente del rastro; el tormento de humillación consistía en obligar a varios presos que habían estado hambrientos por días a ver cómo se alimentaban los perros, y luego comer lo que sobraba.[7]
- Trabajos forzados: «La Pedrera» era un punto en las afueras de la Ciudad de Guatemala en donde se extraía piedra para las construcciones del gobierno del licenciado Manuel Estrada Cabrera y para todos sus aduladores que tenían permiso para tomarla. La piedra era extraída manualmente por presos que eran llevados desde la Penitenciaría Central.[7] Guillermo F. Hall, relata que «el trabajo [en La Pedrera ] era tan rudo que muchos infelices sucumbían en él al cabo de pocos días.  Se obligaba a los reos a transportar sobre la espalda inmensas y pesadas piedras de un punto a otro.  Si no podía con ellas el detenido, peor para él; los capataces o "encargados" lo acosaban a [latigazos], sin lástima alguna.  Acontecía muchas veces, que buscaban para este trabajo, a presos débiles, entrados en años y a personas no acostumbradas a estar rudezas.»[8]

### Gobierno de José María Orellana
- Manuel Coronado Aguilar: abogado miembro de la generación del 20.
- José Azmitia

### Gobierno de Jorge Ubico Castañeda
En el libro «Ombres contra Hombres», de Efraín de los Ríos, por su parte, aparecen las historias que se dieron en el gobierno del general Jorge Ubico. Algunas historias que aparecen en detalle son:
- Efraín de los Ríos, escritor de libro «Ombres contra Hombres»: su nombre real era Efraín Aguilar Fuentes y fue el líder del grupo revolucionario que intentó derrocar al general Ubico en 1934.
- Roberto Isaac Barillas («Tata Dios», 1907-1968), preso privilegiado y esbirro del gobierno quien estuvo en la Penitenciaría por más de treinta años por asesinato. Físicamente era un hombre de complexión fuerte, tez blanca, de aproximadamente dos metros de estatura, con habilidades para tallar la madera y fabricar pequeñas figuras, generalmente animales. En la prisión donde residió tantos años, era encargado del denominado callejón de los presos políticos, escogido para torturar hombres, por su fuerza y por su vocación.[9] De conformidad con los archivos judiciales, hubo diecinueve los procesos iniciados en su contra ascendieron a 19, por homicidios y lesiones. En 1920, después de asesinar a dos enemigos, -entre ellos el victimario del hermano del escritor Manuel Coronado Aguilar- se refugió en la Penitenciaría Central para evitar que la gente lo linchara.[10]

| Roberto Isaac, alias Tatadiós, es una figura social-histórica guatemalense, digna de un minucioso estudio en los campos jurídico-criminológicos. Para unos, Roberto fue un delincuente vulgar, homicida reincidente; para otros, un hombre terrible, producto del hampa; para no pocos, un sujeto frustrado, de ímpetus irreflexivos; y para muy contados, nosotros entre éstos, un enfermo grave, que por haberlo abandonado nuestra sociedad que nunca o muy poco se ha preocupado de esta categoría de seres desglosados de la vida normal, se lanzó por el empinado atajo del crimen. Roberto Isaac entraba en un «estado patológico» siempre que ingería licor, el que lo obligaba a perturbaciones consecutivas mentales y hasta fisiológicas, de efectos extensivos, que lo precipitaban hacia la impulsión y hacia la tendencia morbosa. Sin libre albedrío y sin libertad moral, no cabe la responsabilidad, precisamente porque el sujeto activo del delito no está en la posibilidad de elegir entre el bien y el mal. El caso de Roberto Isaac, un solo caso en sí, aun cuando sus acciones hayan sido diversas: por lógica, por justicia y por humanidad, debió ser sometido, antes que al juzgador frío que a tal hecho engrapa los dictados de tal artículo del Código Penal, a la jurisdicción del psiquiatra, y con la resolución y dictamen de éste, formularle entonces un juicio. —Manuel Coronado Aguilar Ateneo de El Salvador 18 de marzo de 1968 |

Estuvo más de treinta y cinco años en la cárcel y en la década de 1950 por su propia cuenta decidió –y le fue aceptada la petición– continuar ahí, donde se sentía más cómodo y con protección. Tan famoso era que tal parece que algunos le perdonaron sus pecados: cuando pasaba la procesión del Santo Entierro de la cercana iglesia de El Calvario frente a la Penitenciaría Central, daban libertad a un reo, y muchas veces salía elegido él. Sin embargo, Isaac Barillas prefería quedarse porque se sentía más seguro.
El abogado Manuel Coronado Aguilar conoció a Roberto Isaac desde cuando él era un joven estudiante universitario, ya que fue “cuidado” por el asesino durante su primera estancia en la cárcel en 1922 y durante varios años el prisionero le siguió brindando ayuda con algunos de sus clientes a quienes defendía después que caían en prisión, “cuidándolos” también.
“Tatadios” falleció el 15 de marzo de 1968 tranquilamente de un síncope cardiaco, en su casa de habitación, en la zona 12 de la Ciudad de Guatemala. Con la muerte de Tata Dios y la demolición de la Penitenciaría Central se cerró una página en la historia de la delincuencia de Guatemala.
- Silverio Ortiz, líder obrero que participó en las gestas cívicas contra los gobiernos de Estrada Cabrera (1920) y de Ubico Castañeda (1944).

Aparecen también numerosas fotografías de personas que estuvieran presas durante este período.

## Clausura
La Penitenciaría Central contaba con una capacidad original de quinientos reos, pero llegó a albergar a más de dos mil quinientos en sus últimos años de funcionamiento entre 1954 y 1957, cuando fue clausurada por el entonces presidente, coronel Carlos Castillo Armas debido a la falta de agua y al hacinamiento 

## Demolición
En 1968 fue demolida, cuando el gobierno del licenciado Julio César Méndez Montenegro autorizó la construcción del Centro Cívico en el lugar que ocuparon los parques de Navidad y Luna Park, la penitenciaria y el Estadio Autonomía.

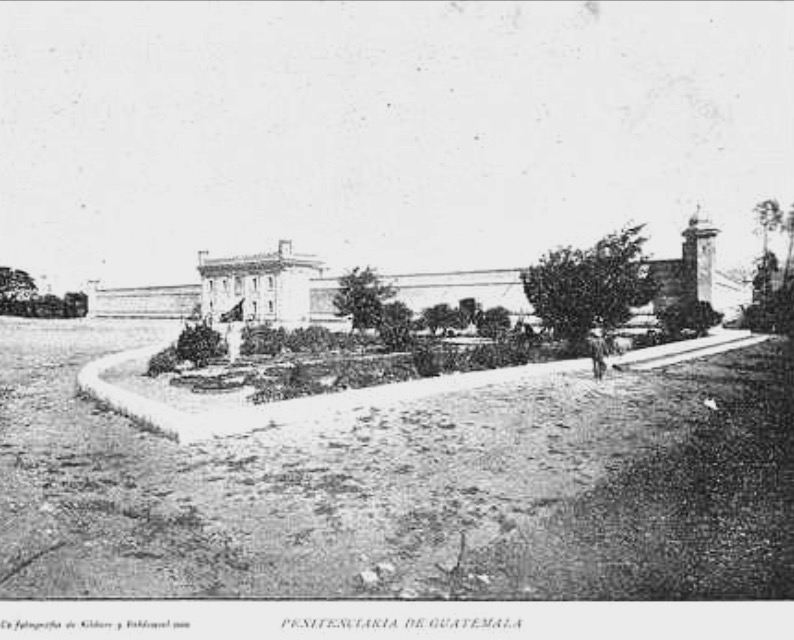
Extensión original de la Penitenciaría. Fotografía de Alberto G. Valdeavellano de 1893.
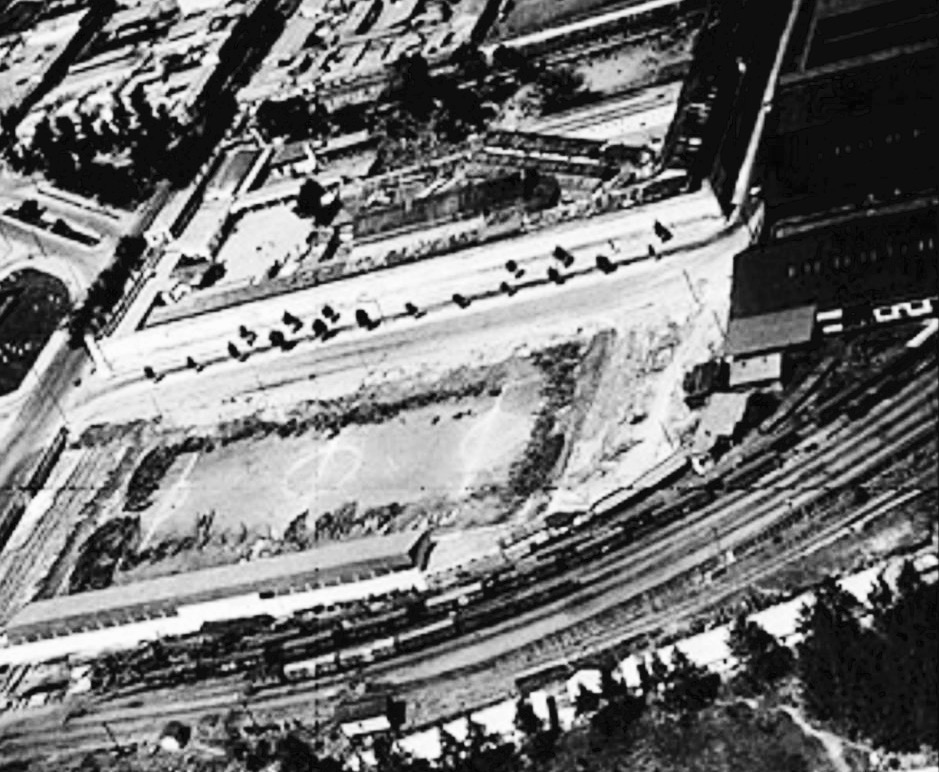
Vista aérea de la Penitenciaría Central y del Estadio Autonomía en la década de 1950.
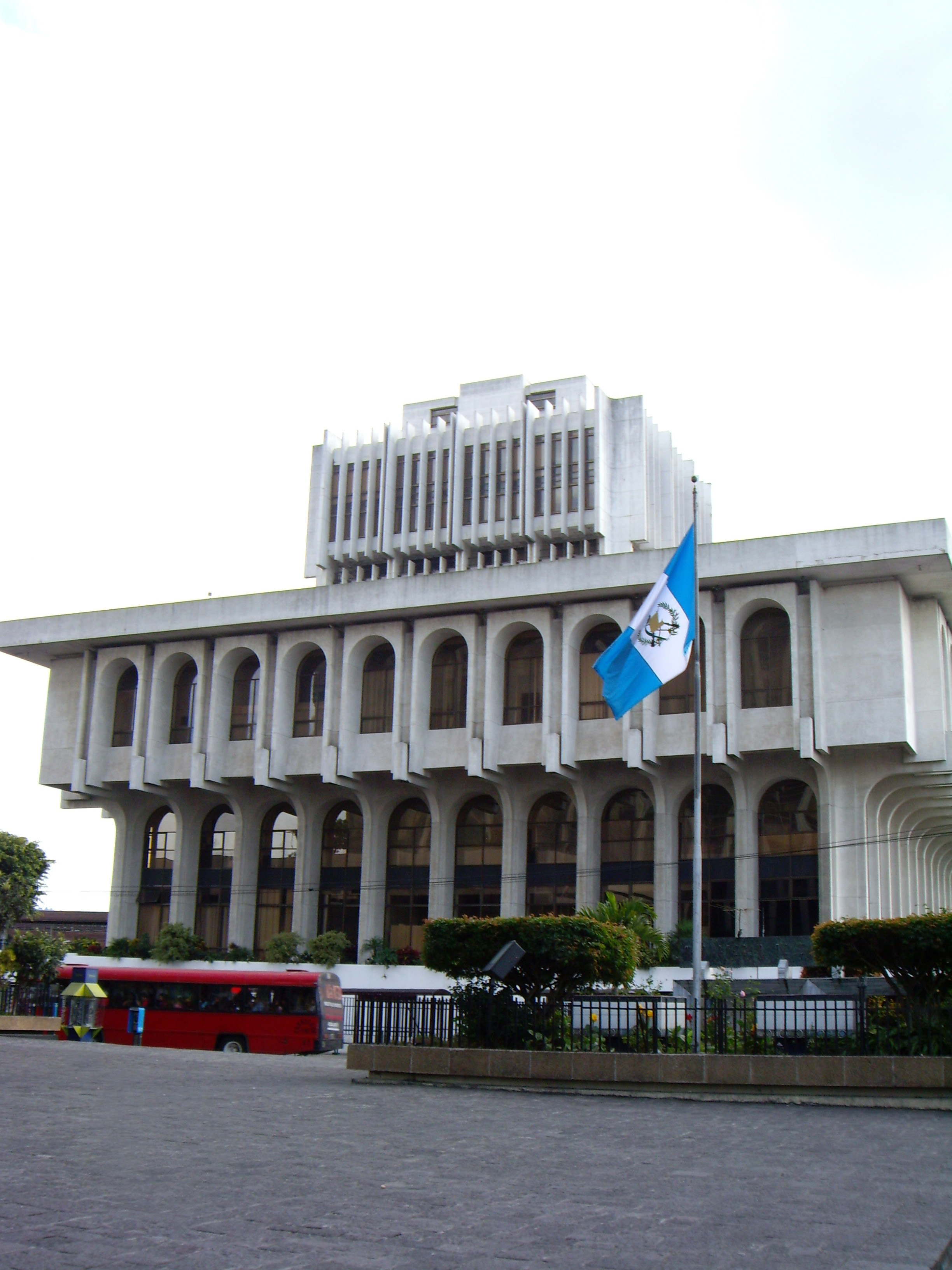
La Corte Suprema de Justicia de Guatemala se encuentra en donde antiguamente se asentaba la Penitenciaría Central.
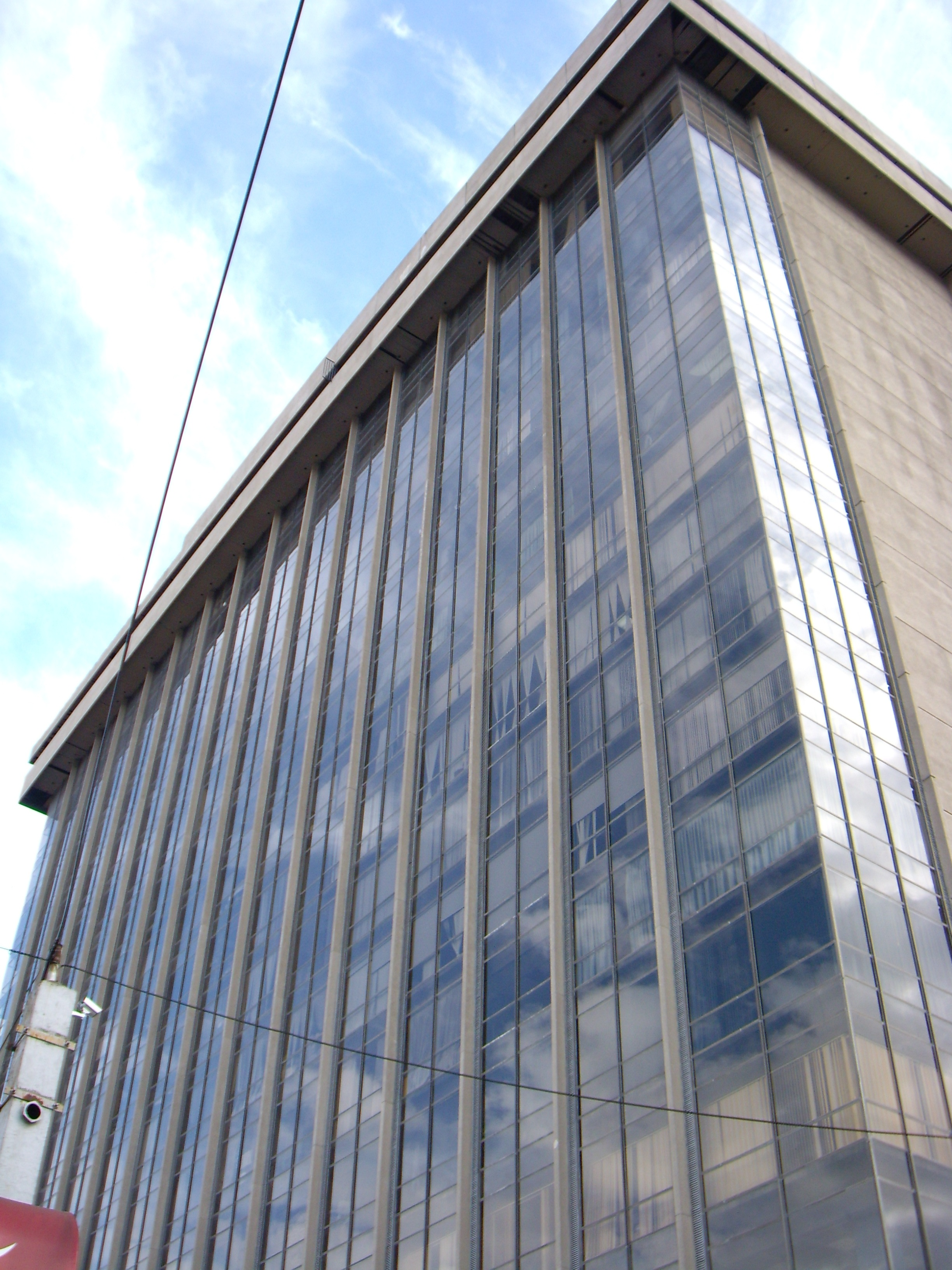
El edificio del Ministerio de Finanzas Públicas ocupa parte del terreno que antiguamente correspondía a la Penitenciaría Central.
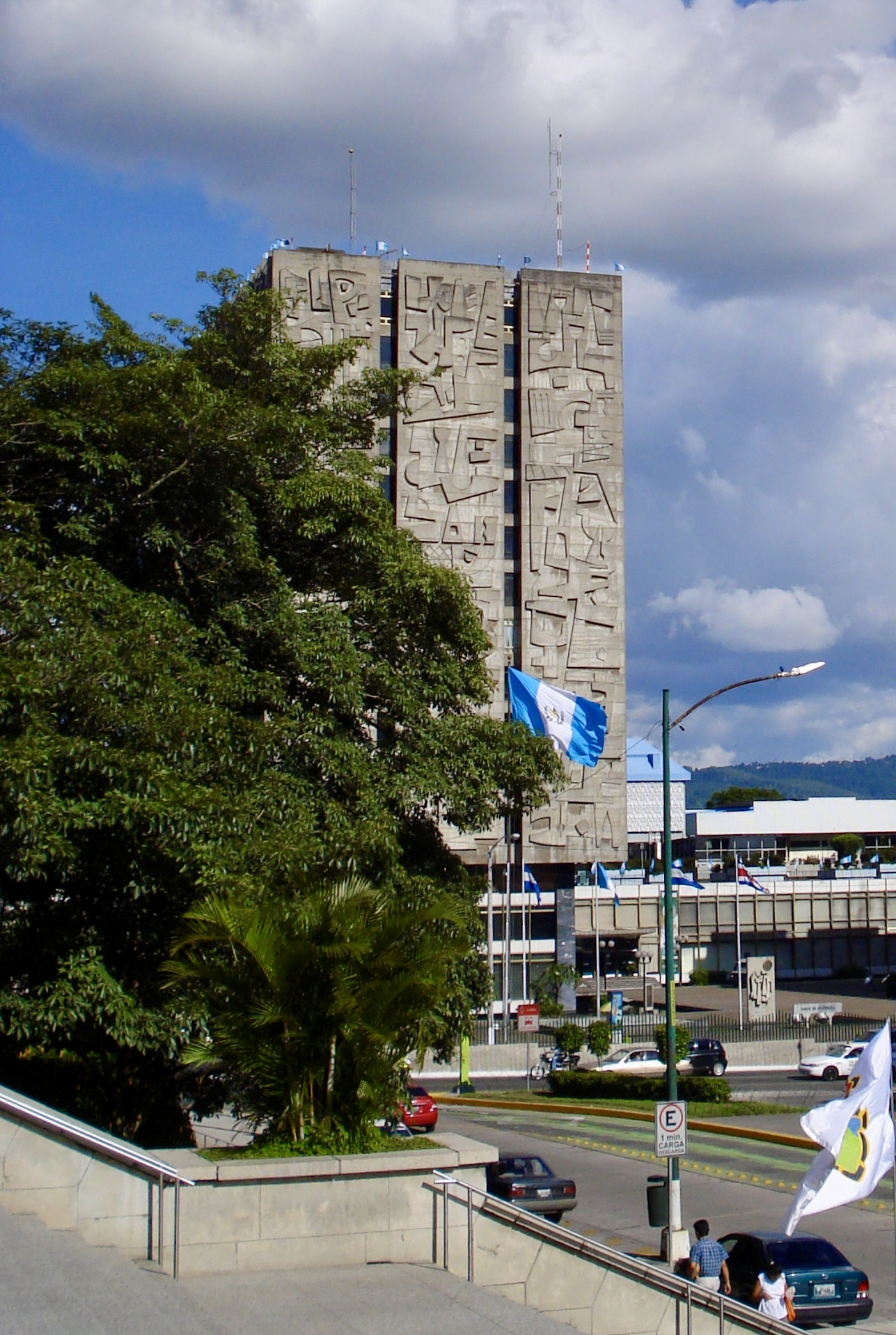
Los edificios del Banco de Guatemala y del Crédito Hipotecario Nacional, en el Centro Cívico de Guatemal, construidos donde anteriormente se encontraba el estadio Autonomía. A la izquierda del Banco se encuentra la Corte Suprema de Justicia.